# 山本安見
山本 安見（やまもと やすみ、女性、1948年9月 - ）は、日本の翻訳家。本名、三好 安見。
英語のロックの訳詞で知られる。
夫の三好伸一は元東芝EMIでビートルズ担当のディレクターを務めた。沖縄県宜野湾市在住。
なお、文芸評論家山本健吉の娘でエッセイストの山本 安見子（やまもと やすみ、本名・石橋安見、1942年 - ）は別人。

## 経歴
北海道札幌市出身。ベートーヴェンやドイツ文学を愛する父の影響で交響曲やドイツ・オペラやピアノ曲に親しんで育つ。当時は父の教育方針により自宅にテレビがなく、流行のポップ音楽とは無縁の少女時代を過ごす。
11歳から15歳までを父の赴任先の香港で過ごし、香港のミッションスクールで初めてポップ音楽に接し、エルヴィス・プレスリーの映画に熱中。日本に帰国する直前にビートルズと出会い、熱狂的なファンとなって地元の札幌に戻る。北海道札幌南高等学校時代はビートルズマニアを集めビートルズの歌詞の聴き取りや翻訳に熱中。ビートルズの訳詞を手がけたいとの思いから、青山学院女子短期大学で英米文学を専攻、翻訳の技術を磨く。卒業後は各レコード会社の洋楽ロック担当者のもとを訪れ、レコードに訳詞を載せる必要性を宣伝し、『ビルボード』などの音楽誌の特集記事を資料用に訳す仕事を貰うようになる。1970年代以降、ビートルズの訳詞を再リリース分から手がけるようになり、1987年のビートルズのオリジナル・アルバムの初CD化時には全アルバムの対訳を担当した。以後も訳詞家として認知されている。
ビートルズの他、ビリー・ジョエル、サイモン&ガーファンクル、クイーン、ゴダイゴなどの訳詞を手がける。

## 翻訳
- 『ジョン・レノン最後の日々』（シンコーミュージック）
- 『ビリー・ジョエル 素顔の、ストレンジャー』（東邦出版）
- 『ビリー・ジョエル詩集』（CBS・ソニー出版）
- 『サイモン&ガーファンクル詩集』（シンコーミュージック）
- 『イーグルス詩集』（シンコーミュージック）

など。